# Ökoregion
Ökoregion ist ein ursprünglich geowissenschaftlich geprägter Begriff zur Einteilung der Erde nach Großräumen unter verschiedenen geo- oder bioökologischen Gesichtspunkten. In diesem Sinne wurde sie definiert als ein „wiederkehrendes Muster von Ökosystemen, die mit charakteristischen Kombinationen von Boden und Geländeformen verbunden sind und eine Region charakterisieren.“
Der mehr biowissenschaftlich geprägte Begriff „Biom“ weist eine sehr große inhaltliche Ähnlichkeit zu Ökoregion auf und wird daher heute oftmals synonym verwendet. Das Gleiche gilt für die geozonale Ableitungen „Zonobiom“.

## Abgrenzung
Eine Ökoregion ist die nächstkleinere Einheit unterhalb der Ökozone oder anderer biogeographischer Modelle. Ökoregionen umfassen relativ große Gebiete von Land oder Wasser und enthalten charakteristische Pflanzen- und Tiergemeinschaften. Im Gegensatz zur Ökozone ist ihre Ausdehnung jedoch nicht geozonal (erdumspannend), sondern regional begrenzt.
Eine Ökoregion bezieht sich auf regionale Vegetationstypen, die allein nach ihrer vorherrschenden Pflanzenformation – also nach ihrem äußeren Erscheinungsbild – benannt werden (Tundra von Westsibirien, Wüstenvegetation des Nahen Ostens usw.). Damit wird die Ökoregion synonym zum Eu-Biom. Abweichend davon wird der Ökoregion-Begriff manchmal auch verwendet, um regionale Floren- der gar Faunenregionen zu bezeichnen. Solche Regionen resultieren nicht durch ihr äußeres Erscheinungsbild, sondern aus einer gemeinsamen erdgeschichtlichen Entwicklung (Zentral-sibirische Tundra, Zentral-asiatische Nordwüste usw.), die sich in ihrem Arteninventar ausdrückt. Gelegentlich werden auch der floristisch-/faunistische und der formative Ansatz kombiniert, um Ökoregionen auszuweisen. Dies ist insbesondere aus naturschutzfachliche Erwägungen von Interesse.
Umgangssprachlich wird der Begriff Ökoregion häufig recht undifferenziert für alle möglichen biologisch-geographischen Einteilungen verwendet. Im englischsprachigen Raum wird der Begriff „Ecozones“ zum Teil synonym zu „Ecoregions“ und sowohl für kontinental begrenzte „Ökoregionen“, als auch zum Teil für die weltumspannende Ökozonen verwendet.

## WWF-Ökoregionen

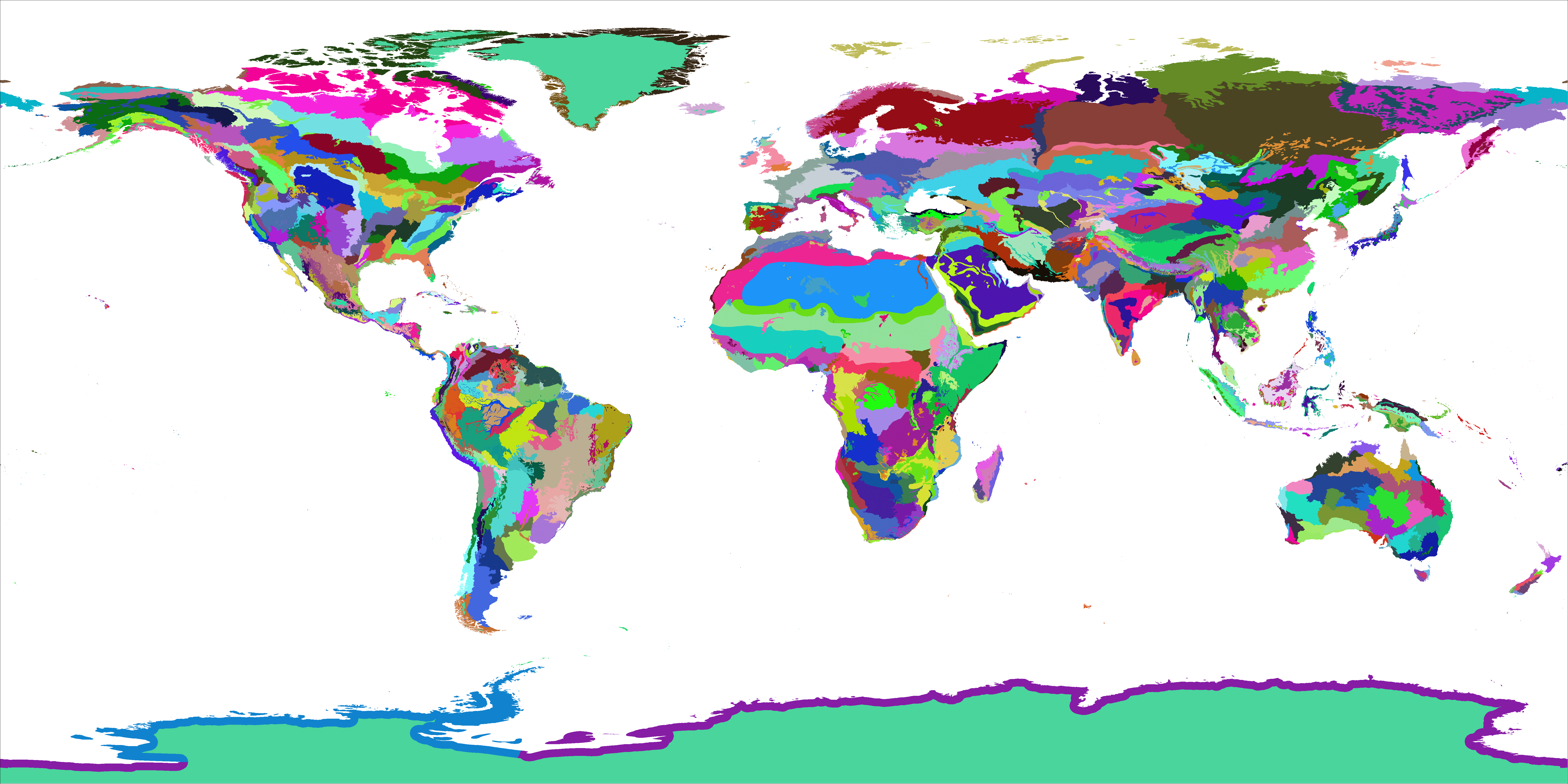

Die Umweltstiftung WWF USA hat eine beispielhafte weltweite Einteilung in 825 terrestrische „ecoregions“ (Ökoregionen) vorgenommen, die in diesem Modell 14 „major habitat types“ (Haupt-Biome) untergliedern. Im Jahr 2000 veröffentlichten Mitarbeiter des WWF eine Darstellung von 200 besonders gefährdeten dieser Ökoregionen unter dem Titel „Global 200“. Darüber hinaus aber wurden nach ähnlichen Kriterien limnische und marine Ökoregionen und Ökozonen ausgewiesen. Dies war ein neuer Ansatz, weil bisher das Konzept von Biomen fast ausschließlich auf terrestrische Bereiche der Ökosphäre angewendet worden war. Weltweit wurden 426 Ökoregionen des Süßwassers und 232 Ökoregionen des Meerwassers in 12 realms bestimmt. Ökoregionen der Tiefsee konnten noch nicht berücksichtigt werden.